# Apollo (canção de Timebelle)
Apollo é uma canção da banda Timebelle. Eles irão representar a Suíça no Festival Eurovisão da Canção 2017.